# Joch partit
Un Joc partit  o  Partiment (en castellano juego partido)  es una composición de estilo trovadoresco en el que el trovador que habla primero plantea un problema, una situación, que tiene dos soluciones y se compromete a defender la alternativa contraria a la elegida por su interlocutor. No se trata, pues, de defender la verdad sino de manifestar el ingenio, la agudeza personal. Es similar a las justas poéticas de cualquier cultura (como la japonesa de la época Heian, por ejemplo).
Normalmente la temática es amorosa, como en estos planteamientos:
- ¿Cuándo se tiene que sentir más pena del enamorado: si muere la amada o si le es infiel?
- ¿Qué es preferible: disfrutar de los favores de la dama sin que nadie lo sepa o bien que la gente crea que lo disfruta sin que sea verdad?
- ¿Qué tipo de enamorado prefiere una dama, el que le da presentes o el que deja que se los den?

El amor que se canta es el típico amor cortés y el idioma suele ser el occitano, si bien algunas composiciones famosas fueron traducidas.
Este es el  Joch partit  entre Guillem Ramon de Gironella y Pouzet.
| I Del joi d'amor agradiu chauzets, a lei de cortes, Pouzet, qu'ieu m'en algr'o.m pes, o.m nesfortz o.m n'omeliu, perque mos fins cors consira d'una pros dona valen c'az un don'ad autre pren. Diguatz ves qual plus se vira? II En Guilem Raimon d'aisiu m'es que, s'ieu chauzisc ades de fin'amors lo meils, c'apres ne dei esser ten pensiu que.m te ses joi e ses ira. E dic que.ill dona s'aten plus vas sel qui fai prezen d'aquo don l'autre sospira. III Pauzet, son fort cor autiu blan domna mais per un tres quan pren gaire ni pauc ni ges; c'a dreg ten hom per esquiu penre, qui ben s'o albira. Donx, quar fai mais d'onramen a sel qu'il serf qu'al prenden, ben par c'amors lai la tira. IV Sill qu'es vengud'al fort briu c'ab si.n vol tener dos pres volgr'ieu mais que donan m'onres que prenden. Mas be vos pliu, Guilem Ramon, m'esbaira de joi si sill c'ab mort len m'ausi, e sobreplazen, prezes so de que.ill servira. V Pouzet, be.us vei esforsiu de pauc dir, pero qui.us des, trop foras del prendr'enpres. Mas sel c'a lei d'antan viu fora grazitz e grazira pro mais donan que prenden, c'atenden, meten, sirven del joi plus jauzen jauzira. VI Meils par que amors abriu leis que pueja que prezes lo cor de son amic e.l bres de gen servir az u niu, Guilem Raimon: e chauzira uns secx vos qui anatz queren, quar sel c'a dona repren penre ben par qu.n dezira. VII Si la de Palau, que.s mira en pretz, en joi et en joven, Pouzet, si.ll plagues, plus gen d'est partimen nos partira. VIII En jutz om meils non chauzira, qu'il plus gen e.l meils repren qui razona faillimen c'autra non ho acuillira. | I Del goig agradable de l'amor escolliu, amb plena cortesia, Pouzet, encara que això m'alegri o em pesi, m'esforci o m'humiliï, perquè el meu cor lleial reflexiona sobre una noble dama valenta que a un dóna i a l'altre pren. Digueu vers quin s'inclina més? II Guillem Ramon, estic d'acord, que si escullo de seguida de l'amor fidel el millor, després he d'estar tan pensatiu que resto sense goig i sense ira. I dic que la dama tendeix més vers aquell qui fa present d'allò pel qual l'altre sospira. III Pouzet, son fort cor altiu suavitza la dama tres cops més quan rep alguna cosa una mica o poc; perquè amb justícia té l'home per desagradable rebre, per a qui bé ho consideri. Doncs, perquè [la dama] fa més honao a aquell qui la serveix que al que la rep, bé sembla que l'amor l'arrossegui vers aquell. IV Aquella que ha aconseguit l'orgull sever que amb si vol tenir el do prop voldria que més que donat m'honorés més que rebent. Però us ben prometo Guillem Ramon, que em deliria de goig si aquella que amb mort lenta i plaent em mata valorés quelcom amb què jo la servís. V Pouzet, bé us esforceu a dir poc, però si algú us donés, us hauríeu preocupat molt a rebre. Però aquell qui viu a la manera antiga fóra agraït i agrairia molt més donant que rebent, perquè esperant, gastant i servint del goig més joiós gaudiria. VI Sembla millor que l'amor esperoni aquella que s'enalteix per prendre el cor del seu amic i el caci amb bon servir en un niu, Guillem Ramon; triaria un cec a qui vós aneu buscant, perquè aquell que una dama reprèn, bé sembla que desitja rebre d'ella. VII Si a la de Palau, que es mira en mèrit, en goig i en joventut, Pouzet, si a ella plagués, més gentilment d'aquest partiment ens separaria. VIII En justícia, ningú no escolliria millor, perquè ella més gentilment i millor reprén a qui defensa l'error, ja que una altra no l'acolliria. |

## Fuente
- Extraído con permiso de: malons22/trobadors/index.htm Los trovadores catalanes

- Datos: Q761529